# Тоурсмёрк
Тоурсмёрк (исл. Þórsmörk) — горный хребет в Исландии, названный в честь северного бога Тора. Расположен на юге Исландии между ледниками Тиндфьядлайёкюдль и Эйяфьядлайёкюдль. Строго говоря, название «Тоурсмёрк» относится только к части хребта, лежащей между реками Кроссау, Трёнгау и Маркарфльоут, но часто его используют для описания более широкой области, включающей местность между Тоурсмёрком и Эйяфьядлайёкюдлем. Тоурсмёрк — одно из самых популярных мест для пешеходного туризма в Исландии.
В долине, окружённой ледниками, климат более тёплый и мягкий по сравнению с остальным югом Исландии. Здесь произрастают мхи, папоротники и небольшие кустарники.

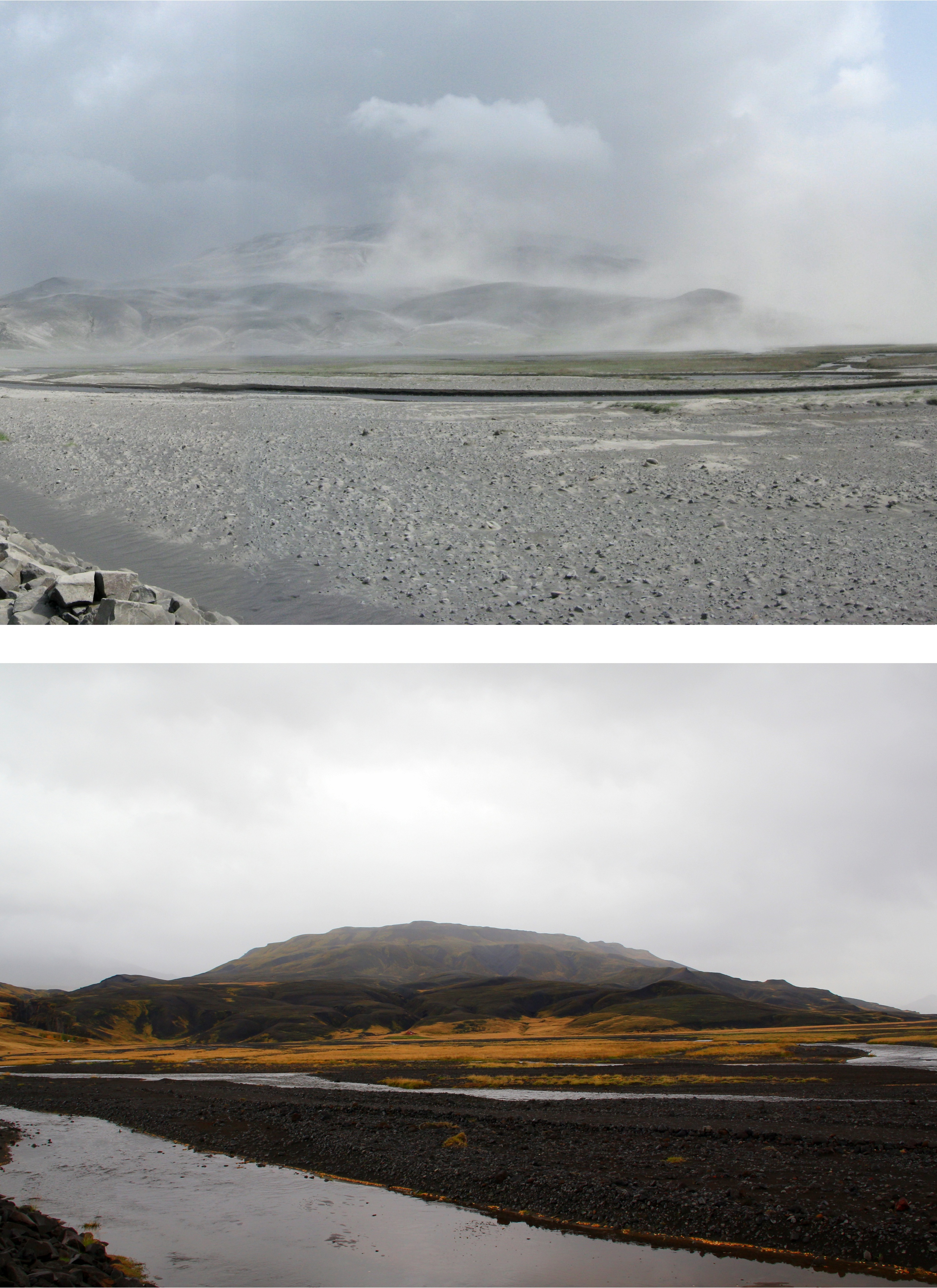
Вверху: Покрытая пеплом долина в июне 2010 г.
Внизу: Та же местность в сентябре 2011 г.

Тоурсмёрк популярен среди любителей пешеходного туризма. Предоставляются различные виды туров, от прогулок по ледникам до треккинга (маршрут Лёйгавегюр до Ландманналёйгюр) или небольших экскурсий, как, например, в каньон Стаккхольтсгья к его водопаду, или пятидневных походов к вершинам окружающих гор. Извивающаяся по долине Кроссау — холодная река с быстрым течением, стекающая из ледников, пересечь её можно по пешеходному мосту.
После извержения вулкана Эйяфьядлайёкюдль весной 2010 г. большая часть данной местности была покрыта толстым слоем вулканического пепла. Потребовалось несколько месяцев, чтобы местная природа вернулась к первоначальному виду.
Тоурсмёрк стал местом съёмки клипов  для песен Jumpsuit и Nico and the Niners популярного американского дуэта Twenty One Pilots в 2018 году.